# 個人事業主
個人事業主（こじんじぎょうぬし）は自ら独立した事業を行う自然人を指す。
日本の法律では消費税法基本通達1-1-1において自己の計算において独立し、事業を行う者、同第2条1項3号では事業を行う個人と定義され、慣習的には個人事業者（こじんじぎょうしゃ）または自営業者（じえいぎょうしゃ）とも称される。
株式会社等の法人事業を設立せず、サラリーマンのように雇用される者としてでもなく、独立した事業として継続的な下請（業務契約）や納入、代理店などの雇用ではない契約（請負や委任等）で他者の事業に従属する。
事業主一人、家族、あるいは少数従業員の小規模経営が一般的だが、大規模な企業体を経営することも出来ないわけではない。
サラリーマンでいう不当解雇に当たる解雇を遂行されやすく不安定な一方で、ハーバード大学医学部の調査によると、比較的健康な個人事業主多いのは、仕事内容が柔軟であるためだという。

## 職業が個人事業主
個人が事業所得を得るための事業を行い、開業届出書を提出すれば誰でも個人事業主となる。
例えば、仕入れた商品を継続的・反復的にオークションサイトで売る場合や、ブログ等のアフィリエイト等を利用した収入などがあればよい。なお雑所得に該当する副業の場合は開業届出書の対象外となる。
法人経営者である芸能人が「個人事務所」を有するために一般的には株式会社の経営者と間違ってイメージされやすいが、個人事業主となるハードルは低く、あえて具体的な事業や年商（売上高）、所得（利益、課税所得）を詐称するために自営業として職業詐称に使われることが多い。

## 個人事業主と法人経営者の違い
個人事業主のことを株式会社の社長と混同して理解している者が多いが、強ち間違いではない。個人事業主は会社を設立していないため、本来会社の社長ではないが、肩書としてなら社長と呼ぶことがある（代表取締役と呼ぶことは違法）。会社の社長（法人経営者）は個人事業主ではなく、そのまま社長もしくは会社役員や会社経営者などと呼ぶのが普通である。 

### 税金
- 法人経営者とは違い、個人事業主に対する給与は存在しない。事業上の純利益が個人事業主の取り分（報酬）となる。
- 日本の税法上、個人事業主は12月31日を決算日として収支決算をまとめ、翌年3月15日までに所得税の確定申告を行ったうえで、同3月末までに消費税の確定申告（課税事業者に限る）を行う。

### 社会保険
副業ではない給料のもらっていない個人事業主の場合。
- 医療保険 - 居住地の国民健康保険への加入となる。同種の事業を営む者が集まる国民健康保険組合への加入も可能。
- 国民年金 - 第1号被保険者となる（20歳以上60歳未満の場合）。
- 労働者災害補償保険 - 事業の種類によっては特別加入が認められる。
- 雇用保険 - 加入できない。

## 法人成り
個人事業主が株式会社や合名会社、合同会社、合資会社を設立し、事業を法人化すること。実態は個人事業と変わらないが、個人の資産・家計と事業を分別するほか、対外的なイメージや信用感、「株式会社」「取締役」といった肩書き、体面を得るために法人化することがある。
税法上のメリットを求めて法人化することも少なくない。個人事業主の利益には所得税が課せられるのに対し、法人は法人税が課せられる。 所得税は超過累進課税で計算されるため、利益を得れば得るほど税金をひかれる一方、法人税の税率はほぼ一定なので、所得がある水準を超える場合、法人の方が有利となる。法人の維持費（登記・税金・社会保険の費用等）が個人事業より多く必要となるが、法人税が有利になる水準を大きく超える収入があれば、維持費を負担してもなお余りあるメリットを享受できる。

## 日本における個人事業主の例
会社経営者でもサラリーマンでも公務員でもアルバイトでもない個人事業主には一般的には福利厚生を用意されず、確定申告や取引先との詐欺や訴訟等のリスクが高い一方、法令の制限がない限りはあらゆる事業を行えるため、収益（年収）はすべて自身に帰属する。
例えば銀行業のように法人でなければ認められない事業であり、日本相撲協会の協会員（日本相撲協会定款第49条）である大相撲の力士は福利厚生等の面ではむしろ労働者に近く、各種士業や医師やスポーツ選手や芸能人などの場合、個人事業主とは呼称されない。
主なものとしては以下の通り。

### 第一次産業
- 各種農業・林業・畜産業・水産業（農家、漁師など）

### 第二次産業
- 各種建設業・一人親方・建築家・塗装屋
- 各種製造業・アーティスト・デザイナー

### 第三次産業
- 各種流通業・小売業・飲食業（商店主）・サービス業・旅館業
- 各種運輸業・個人タクシー
- 各種金融業
- 各種コンサルタント
- 各種プログラマ
- 各種士業
- 病院・診療所を開設する開業医（一人医師医療法人は除く）
- 施術所を経営するはり師・きゅう師・あん摩マッサージ指圧師・柔道整復師
- 動物病院を経営する獣医師
- 薬店・調剤薬局を経営する薬剤師（商店主）
- 理容所を経営する理容師（商店主）
- 美容所を経営する美容師
- 著述業関係
  - 文芸関係
    - 作家、小説家、放送作家、劇作家
    - 著述家（ライター）、随筆家、評論家、コラムニスト

  - 漫画家、イラストレーター、漫画原作者
  - 翻訳家
- 芸術関係
  - 画家、書家、写真家、陶芸家、彫刻家
  - 音楽家
    - 作曲家、作詞家
    - 歌手・演奏家・ミュージシャン

  - 芸能関係
    - 伝統芸能、演劇家
    - 俳優、映画監督、脚本家、演出家
    - タレント
- 報道関係
  - 放送事業者に勤務していないアナウンサー、キャスター、ジャーナリスト
- プロスポーツ関係
  - プロ野球選手、プロゴルファー、プロサッカー選手
  - プロボクサー、プロレスラー
  - 公営競技選手
    - 騎手
    - 競輪選手
    - 競艇選手
    - オートレース選手
- プロの将棋棋士・囲碁棋士等
- 占い師
- その他（主に特定の企業に専属しているが、雇用契約を結んでおらず完全歩合給のため事業所得や雑所得に分類されるもの）
  - 保険外交員・保険外務員（主に生命保険会社）
  - 証券外務員（主に証券・証券会社）
  - 検針員、集金人（NHK、電力・ガス会社等）
  - 宅配・販売スタッフ
  - アフィリエイター
  - ビラ配り
  - 就労継続支援B型利用者

## 名ばかり事業主
名ばかり事業主とは、会社側と委任契約、請負契約などを結び、自らの裁量で働く個人事業主として扱われながらも、実際には勤務場所、時間、仕事の進め方などを会社側によって管理された働き手をいう。
労働基準法、最低賃金法の対象外であると主張されることもあるが、形式の如何を問わず、実態として雇用関係が存在すれば、労働災害など各種保険の適用、長時間労働の規制、残業代の支給など、労働者としての法的保護を受けることができる。

## 個人事業主の金融や補助金支援策
日本政府としてもフリーランスや個人事業主は支援を拡充しており、補助金や融資、創業支援など幅広い分野で支援を行っている。以下の支援策は個人事業主を支援するための施策の一例である。
- 融資[10]
  - 日本政策金融公庫国民生活事業[11]
  - 信用保証協会による保証協会付き融資
- 補助金
  - 事業再構築補助金[12]
  - ものづくり補助金[13]
  - 小規模事業者持続化補助金
  - IT導入補助金